# Lindneromyia waui
Lindneromyia waui är en tvåvingeart som beskrevs av Chandler 1994. Lindneromyia waui ingår i släktet Lindneromyia och familjen svampflugor. Inga underarter finns listade i Catalogue of Life.